# 耶姆 (华盛顿州)
耶姆（英文：Yelm），是美国华盛顿州瑟斯顿县下属的一座城市。根据 2000年美国人口普查，该市有人口3,289人。根据2010年美国人口普查，该市有人口6,848人。而2011年估计该市有6,965人。